# 錦村
錦村（にしきむら）は、山梨県東八代郡にあった村。現在の笛吹市中部、中央自動車道御坂バスストップの周辺にあたる。

## 沿革
- 1875年（明治8年）10月13日 - 八代郡金川原村・井之上村・夏目原村・二之宮村が合併して錦村となる。
- 1876年（明治9年）8月31日 - 錦村が八千蔵村を合併。
- 1878年（明治11年）7月22日 - 郡区町村編制法の施行により、錦村が東八代郡の所属となる。
- 1889年（明治22年）7月1日 - 町村制の施行により、錦村が単独で自治体を形成。
- 1942年（昭和17年）6月1日 - 金生村と合併して錦生村が発足。同日錦村廃止。

## 交通

### 道路
現在は旧村域に中央自動車道の御坂バスストップが所在するが、当時は未開通。

## 出身有名人
- 穴山勝堂 - 大正・昭和期の日本画家、大字八千蔵（合併前の八千蔵村）出身[1]
- 石原舟月 - 大正・昭和期の俳人、大字二之宮出身
- 石原八束 - 昭和・平成期の俳人、大字二之宮出身
- 杉本茂十郎 - 江戸時代後期の商人、大字夏目原（合併前の夏目原村）出身[2]
- 法印大五郎 - 江戸時代後期の侠客、大字二之宮（合併前の二之宮村）出身